# ブリャンスク州

ブリャンスク州
Брянская область

ブリャンスク州（ブリャンスクしゅう、ロシア語: Бря́нская о́бласть, ラテン文字転写: Bryanskaya oblast, ブリャーンスカヤ・オーブラスチ）は、ロシア連邦の州。州都はブリャンスク。面積3万4900平方キロメートル、人口116万9161人（2021年国勢調査）。西はベラルーシのマヒリョウ州、ホメリ州、南はウクライナのチェルニーヒウ州、スームィ州と接している。

## 主な都市
- ブリャンスク - 州都
- クリンツイ
- ジャチコヴォ
- ウネーチャ
- スタロドゥーブ
- カラチェフ
- セリツォ
- スラージ
- ムグリン
- セフスク

## 標準時
この地域は、モスクワ時間帯の標準時を使用している。時差はUTC+3時間で、夏時間はない。（2011年3月までは標準時がUTC+3で、夏時間がUTC+4時間、同年3月から2014年10月までは通年UTC+4であった）

## ロシアのウクライナ侵攻
2022年ロシアのウクライナ侵攻では、直接戦場にはなっていないが、2023年5月30日、ロシア軍はブリャンスク州とウクライナのチェルニヒウ州間を結ぶ道路を国境の記念碑付近で自ら爆破した。ウクライナ側は同月22日に発生した2023年ベルゴロド州への攻撃を踏まえたものであると示唆した。
2023年6月2日、州知事はウクライナから砲撃を受けたことを発表。スゼムスキー地区の村など砲撃を受け、数件の住宅が火事になったとして非難した。
2024年11月以降は、アメリカ製弾道ミサイル（ATACMS）により、州内の弾薬庫を標的とした攻撃も行われた。